# Rafałówka (gmina)
Rafałówka – dawna gmina wiejska istniejąca do 1939 roku w woj. poleskim/wołyńskim w Polsce (obecnie na Ukrainie). Siedzibą gminy była Rafałówka.
Początkowo gmina należała do powiatu łuckiego. 12 grudnia 1920 r. została przyłączona do powiatu sarneńskiego pod Zarządem Terenów Przyfrontowych i Etapowych. 19 lutego 1921 r. wraz z całym powiatem weszła w skład nowo utworzonego województwa poleskiego. 18 kwietnia 1928 roku do gminy przyłączono część gminy Włodzimierzec. 16 grudnia 1930 roku gmina wraz z całym powiatem sarneńskim została przyłączona do woj. wołyńskiego.
Według stanu z dnia 4 stycznia 1936 roku gmina składała się z 25 gromad.
Po wojnie obszar gminy Rafałówka został odłączony od Polski i włączony w skład Ukraińskiej SRR.